# Canotia wendtii
Canotia wendtii là một loài thực vật có hoa trong họ Dây gối. Loài này được M.C.Johnst. mô tả khoa học đầu tiên năm 1975.